# ستيفن كول كلين
ستيفن كول كلين (بالإنجليزية: Stephen Cole Kleene)‏ (5 يناير 1909 - 25 يناير 1994)، عالم رياضيات أمريكي. كان أحد طلاب عالم الرياضيات الأميركي ألونزو تشرتش. عُرفَ كلين جنبًا إلى جنب مع روزا بيتر وآلان تورنغ وإيميل ليون بوست وغيرهم، كمؤسس لفرع المنطق الرياضي المعروف باسم نظرية الحاسوبية، والتي ساعدت لاحقًا في وضع الأسس النظرية لعلوم الحاسوب. أسست أعمال كلين لدراسة الدالة القابلة للحساب. سُميّت العديد من المفاهيم الرياضية باسمه، مثل: التسلسل الهرمي الحسابي لكلين وجبر كلين ونجمة كلين ونظرية كلين الحسابية ونظرية كلين الثابتة. اخترع أيضًا التعابير النمطية في عام 1951 لوصف شبكات مكولوتش-بيتس، وقدّم مساهمات كبيرة في أسس الحدس الرياضي.

## سيرة حياته
حصل كلين على درجة البكالوريوس من كلية أمهرست في عام 1930. ثم حصل على درجة الدكتوراه في الرياضيات من جامعة برينستون في عام 1934. أشرف عالم الرياضيات الأميركي ألونزو تشرتش على أطروحته التي حملت عنوان نظرية الأعداد الصحيحة الإيجابية في علم المنطق. عمل في الثلاثينيات من القرن العشرين، على أحد أعمال ألونزو تشرتش وهو تكامل لامدا. في عام 1935، انضم إلى قسم الرياضيات في جامعة ويسكونسن-ماديسون، وهناك قضى معظم حياته المهنية تقريبًا. بعد عامين من عمله كمدرب، عُيّن كأستاذ مساعد في عام 1937.
وضع كلين الأسس لنظرية الحاسوبية عندما كان باحثًا زائرًا في معهد الدراسات المتقدمة في برينستون، 1939-1940، وسيبقى هذا المجال ضمن اهتماماته البحثية مدى الحياة. وفي عام 1941، عاد إلى كلية أمهرست، وأمضى فيها عامًا كأستاذ مشارك في الرياضيات.
عمل كلين قائدًا ملازمًا في البحرية الأمريكية خلال الحرب العالمية الثانية. وكان يُدرّس علم الملاحة في مدرسة البحرية الأميركية لضباط الاحتياط في نيويورك، ثم مديرًا لأحد المشاريع في مختبر الأبحاث البحرية في واشنطن العاصمة.
عاد كلين إلى ويسكونسن في عام 1946، وأصبح بروفسورًا في عام 1948 وأستاذًا في كلية الرياضيات في عام 1964. وكان رئيسًا لقسمي الرياضيات وعلوم الحاسوب، 1962-1963، وعميدًا لكلية الآداب والعلوم من عام 1969 إلى عام 1974. لقد تولّى منصبه الأخير رغم الاضطرابات الطلابية الكبيرة في ذلك الوقت، والتي كانت ناتجة عن حرب فيتنام. تقاعد من عمله في جامعة ويسكونسن في عام 1979. سُميّت مكتبة الرياضيات في جامعة ويسكونسن باسمه تكريما له في عام 1999.
نتج عن تعليم كلين في ويسكونسن ثلاثة نصوص في علم المنطق الرياضي، كلين (1952-1967) وكلين وفيسلي (1965). كتب كلين (1952) أدلة بديلة لمبرهنات عدم الاكتمال لغودل التي حسّنت من مصداقيتها وجعلتها أسهل في التدريس والفهم. أما كلين وفيسلي (1965) فقد كانت المقدمة الأمريكية الكلاسيكية للمنطق والرياضيات.
خدم كلين رئيسًا لجمعية المنطق الرمزي بين 1956-1958، والاتحاد الدولي للتاريخ وفلسفة العلم في عام 1961. أدت أهمية أعمال كلين إلى قول دانيال دينيت، الذي نُشر في عام 1978: «يعد كلين في مستوى غودل وخليفة له». حصل على جائزة قلادة العلوم الوطنية في عام 1990.
كان لدى كلين وزوجته نانسي إليوت أربعة أطفال. وبقي مخلصًا مدى الحياة لمزرعة الأسرة في ولاية مين. بالإضافة إلى ولعه برياضة تسلق الجبال، وكان لديه اهتمام قوي بالطبيعة، وكان نشطًا في العديد من حركات الحفاظ على البيئة.

## الإرث
تُمنح جائزة كلين عندما تُقام ندوات المنطق في علوم الحاسوب للطالب الحاصل على أفضل ورقة بحثية، وذلك تكريمًا لستيفن كول كلين.

## روابط خارجية
- ستيفن كول كلين على موقع الموسوعة البريطانية (الإنجليزية)